# Cristián Flores
Cristián Antonio Flores Vásquez (* 5. März 1972 in Valparaíso) ist ein ehemaliger chilenischer Fußballspieler und heutiger -trainer. Der Mittelfeldspieler bestritt vier Länderspiele für die Nationalmannschaft.

## Karriere

### Verein
Cristián Flores, auch Pistola genannt, begann seine Profikarriere 1990 bei Santiago Wanderers und spielte bis 1998 beim Klub aus seiner Heimatstadt Valparaíso bis 1991 und ab 1996 in der Primera División sowie von 1992 bis 1995 in der Segunda División. Anschließend spielte Flores wieder in der Segunda División bei Everton. 1999 war Flores bei Santiago Morning und 2000 bei Rekordmeister CSD Colo-Colo aktiv. 2001 sammelte er zum Abschluss seiner Karriere Auslandserfahrung bei den mexikanischen Klubs CF Atlante und CD Irapuato.
Im Anschluss an seine Spielerkarriere gründete Flores eine Fußballschule in Valparaíso für Kinder im Alter von fünf bis 14 Jahren, die den Namen Pistola trägt – dadurch erntete er jedoch viel Kritik.

### Nationalmannschaft
Flores debütierte im Februar 1997 in der chilenischen Nationalmannschaft beim 1:1-Unentschieden in der Qualifikationsspiel zur Weltmeisterschaft 1998 gegen Bolivien, als er in der 57. Spielminute für Víctor Hugo Castañeda eingewechselt wurde. Nach fast drei Jahren ohne Länderspiel wurde Pistola im Januar 2000 wieder in den Kader Chiles berufen und bestritt noch drei Freundschaftsspiele.

## Sonstiges
Sein Sohn Kevin Flores ist ebenfalls Profifußballspieler und debütierte 2012 bei den Santiago Wanderers.